# Scipio (Utah)
Scipio es una localidad del condado de Millard, estado de Utah, Estados Unidos. Según el censo de 2000 la población era de 290 habitantes..

## Geografía
Scipio se encuentra en las coordenadas 39°14′51″N 112°6′17″O / 39.24750, -112.10472.
Según la oficina del censo de Estados Unidos, la localidad tiene una superficie total de 2,2 km². No tiene superficie cubierta de agua.
- Datos: Q482464
- Multimedia: Scipio, Utah / Q482464